# 布莱克利县 (佐治亚州)
布莱克利县（英語：Bleckley County）是位于美国佐治亚州中部的一个县，面积568平方公里，县治科克伦。根据2000年美国人口普查，共有人口12,141。
布莱克利县成立于1912年7月30日，县名源自佐治亚州最高法院法官洛根·埃德温·布莱克利。